# Eugnosta
Eugnosta là một chi bướm đêm thuộc phân họ Tortricinae của họ Tortricidae.

## Các loài
- Eugnosta acanthana Razowski, 1967
- Eugnosta aguila (Razowski & Becker, 1986)
- Eugnosta anxifera Razowski, 1993
- Eugnosta aphrobapta (Meyrick, 1931)
- Eugnosta argentinae (Razowski, 1967)
- Eugnosta argyroplaca (Meyrick, 1931)
- Eugnosta arrecta Razowski, 1970
- Eugnosta assecula (Meyrick, 1909)
- Eugnosta asthenia (Clarke, 1968)
- Eugnosta beevorana (Comstock, 1940)
- Eugnosta busckana (Comstock, 1939)
- Eugnosta californica (Razowski, 1986)
- Eugnosta caracana Razowski & Becker, 2002
- Eugnosta cataracta Aarvik, 2004
- Eugnosta chalasma Razowski, 1993
- Eugnosta chalicophora Razowski, 1999
- Eugnosta chemsakiana (Razowski, 1986)
- Eugnosta chromophanes Razowski, 1994
- Eugnosta deceptana (Busck, 1907)
- Eugnosta desinens (Razowski, 1986)
- Eugnosta dives (Butler, 1878)
- Eugnosta dyschiria (Razowski, 1986)
- Eugnosta emarcida (Razowski & Becker, 1986)
- Eugnosta erigeronana (Riley, 1881)
- Eugnosta falarica Razowski, 1970
- Eugnosta fenestrana Razowski, 1964
- Eugnosta feriata (Meyrick, 1913)
- Eugnosta heteroclita Razowski, 1993
- Eugnosta hydrargyrana (Eversmann, 1842)
- Eugnosta hysterosiana (Razowski, 1967)
- Eugnosta lathoniana (Hubner, [1799-1800])
- Eugnosta lauta Razowski, 1993
- Eugnosta leonana (Razowski, 1986)
- Eugnosta lukaszi Razowski, 2005
- Eugnosta macneilli (Razowski, 1986)
- Eugnosta magnificana (Rebel, 1914)
- Eugnosta matengana Razowski, 1993
- Eugnosta medioxima (Razowski, 1986)
- Eugnosta medvedevi (Gerasimov, 1929)
- Eugnosta mexicana (Busck, 1907)
- Eugnosta meyi Aarvik, 2004
- Eugnosta misella Razowski, 1993
- Eugnosta mitis Razowski, 1993
- Eugnosta molybdanthes (Meyrick, 1932)
- Eugnosta molybdina (Clarke, 1968)
- Eugnosta multifasciana (Kennel, 1899)
- Eugnosta namibiana Aarvik, 2004
- Eugnosta niveicaput Razowski, 2005
- Eugnosta ochrolemma (Razowski, 1986)
- Eugnosta opalina (Razowski, 1986)
- Eugnosta ouralia (Razowski, 1986)
- Eugnosta pamirana Obraztsov, 1943
- Eugnosta parapamirana Razowski, 2005
- Eugnosta parmisella Razowski, 2005
- Eugnosta percnoptila (Meyrick, 1933)
- Eugnosta plusiana (Kennel, 1899)
- Eugnosta polymacula Razowski & Becker, 2002
- Eugnosta proanoa Razowski & Pelz, 2001
- Eugnosta replicata (Meyrick, 1913)
- Eugnosta romanovi (Kennel, 1900)
- Eugnosta rufocentra Razowski & Becker, 2002
- Eugnosta saltillana (Razowski, 1986)
- Eugnosta sebasta Razowski, 1994
- Eugnosta selecta (Meyrick, 1931)
- Eugnosta stigmatica (Meyrick, 1909)
- Eugnosta subsynaetera Razowski & Becker, 2002
- Eugnosta synaetera Razowski & Becker, 1994
- Eugnosta tenacia Razowski & Becker, 1994
- Eugnosta trimeni (Felder & Rogenhofer, 1875)
- Eugnosta uganoa Razowski, 1993
- Eugnosta umbraculata (Meyrick, 1918)
- Eugnosta ussuriana (Caradja, 1926)
- Eugnosta vecorda Razowski, 1993
- Eugnosta willettana (Comstock, 1939)
- Eugnosta xanthochroma Razowski, 1993

## Hình ảnh

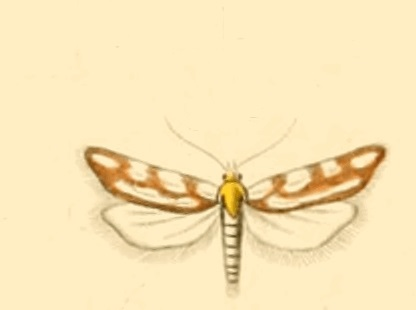